# Arora
Arora – wieloplatformowa przeglądarka internetowa korzystająca z silnika WebKit, będącego częścią biblioteki programistycznej Qt.
Pierwotnie została stworzona na potrzeby firmy Trolltech przez Benjamina Meyera jako przykład integracji biblioteki Qt z silnikiem Webkit (Qt Demo Browser w Qt 4.4.0). Następnie B. Meyer zdecydował się na niezależne rozwijanie przeglądarki pod nazwą Arora.
Oferuje ona szereg funkcji, takich jak przeglądanie w kartach, zarządzanie zakładkami, tryb prywatności, obsługę wyszukiwarek OpenSearch czy menedżer pobierania. Zawiera również bogaty zestaw narzędzi dla deweloperów stron WWW. Dostępna jest polska wersja językowa przeglądarki.